# الطغنري
أبو عبد الله محمد بن مالك المري الطغنري (أو التغنري) الغرناطي (ولد في طغنر غرب غرناطة منتصف القرن الخامس الهجري) ويسمى الحاج الغرناطي وابن حمدون الإشبيلي، أديب وشاعر وعالم فلاحة وطبيب. درس العلوم الزراعية على يد ابن البصال الطليطلي، ثم عرف لأشهر أعماله وهو كتاب «زهر البستان ونزهة الأذهان» الذي ألفه لأمير غرناطة ابن طاهر تميم بن يوسف بن تاشفين.

## سيرته الشخصية
ولد الطغنري في عائلة عربية من قبيلة بنو مرة من غطفان، في قرية طغنر في مقاطعة غرناطة بالأندلس.  سنة ميلاده ووفاته غير معروفة،  لكنه عاش بين عامي 1075 و1118.
كان الطغنري أديبًا وشاعرًا عاش في زمن الدولة الزيرية في عهد عبد الله بن بلقين. كان واحدًا من العديد من الشخصيات من غرناطة الذين انتقلوا إلى  ألميريا ، على الأرجح بسبب خلافات مع الحاكم. كان ضمن مجموعة من الشعراء والعلماء في البلاط الملكي لبني صمادح.  في حدائق المقر الملكي الصمدية أجرى أنواعًا مختلفة من التجارب الزراعية.
انتقل الطغنري إلى إشبيلية بعد أن غزا المرابطون غرناطة ويقال إنه تابع دراسته هناك عام 1100.  وفي إشبيلية، كان جزءًا من مجموعة ابن بصال من المهندسين الزراعيين وعلماء النبات.  أصبح جزءًا من مجموعة من الشعراء وعلماء الطبيعة في البلاط الإشبيلي الذين كانوا يدرسون على يد أساتذة مشتركين، بما في ذلك المهندس الزراعي من توليدو ابن بصال والطبيب الإشبيلي أبو الحسن سحاب. ومن الممكن أنه درس أيضًا على يد ابن لونقوه أو ابن لونغو، وهو طبيب من طليطلة وكان من تلاميذ ابن بصال. 
ثم سافر الطغنري إلى مدن مختلفة في الأندلس وشمال إفريقيا والشرق.  أقام اتصالات مع مراكز فكرية أخرى في ذلك الوقت تقع في نقاط مختلفة على طول الطريق. وبعد إقامته في قلعة بني حماد ، واصل رحلته عبر شرق البحر الأبيض المتوسط، مروراً بطرابلس والإسكندرية وعدة مدن سورية منها دمشق. وقام بملاحظة ودراسة الممارسات الزراعية والمائية في هذه الأماكن بهدف تطبيقها في الأندلس.  وبما أنه ورد بالحاج الغرناطي في رسالة ابن العوام في الهندسة الزراعية، فمن المرجح أنه قام بالحج في وقت ما.
وبعد أن ذهب إلى أماكن مختلفة في شمال إفريقيا والشرق، عاد إلى الأندلس وعاش في غرناطة وإشبيلية بالتناوب.